# Liste der Baudenkmäler in Waidbruck
Die Liste der Baudenkmäler in Waidbruck (italienisch Ponte Gardena) enthält die sechs als Baudenkmäler ausgewiesenen Objekte auf dem Gebiet der Gemeinde Waidbruck in Südtirol.
Basis ist das im Internet einsehbare offizielle Verzeichnis der Baudenkmäler in Südtirol. Dabei kann es sich beispielsweise um Sakralbauten, Wohnhäuser, Bauernhöfe und Adelsansitze handeln. Die Reihenfolge in dieser Liste orientiert sich an der Bezeichnung, alternativ ist sie auch nach der Adresse oder dem Datum der Unterschutzstellung sortierbar.

## Liste
| Foto |                 | Bezeichnung                                        | Standort                                                    | Eintragung                   | Beschreibung | Metadaten                                               |
| ---- | --------------- | -------------------------------------------------- | ----------------------------------------------------------- | ---------------------------- | --- | ------------------------------------------------------- |
| ja   | Datei hochladen | Gering ID: 17955                                   | Oswald-von-Wolkenstein-Platz 1 46° 35′ 54″ N, 11° 31′ 56″ O | 19. Juli 1950 (MD)           | Ansitz mit Baubestand aus dem Mittelalter, im 18. Jahrhundert barockisiert                                                                          | KG: Waidbruck Bauparzelle: 1/1                          |
| ja   | Datei hochladen | Österreicher ID: 17959                             | Schlossweg 46° 35′ 46″ N, 11° 31′ 56″ O                     | 2. Mai 1988 (BLR-LAB 2464)   | Wohnhaus | KG: Waidbruck Bauparzelle: 19/1                         |
| ja   | Datei hochladen | Pfarrkirche St. Jodok mit altem Friedhof ID: 17956 | 46° 35′ 54″ N, 11° 31′ 57″ O                                | 2. Mai 1988 (BLR-LAB 2464)   | 1331 geweihte ursprüngliche Hospizkirche, Umbau 1649, Zubau 1930; der alte Friedhof befindet sich etwas südlich auf 46° 35′ 44,7″ N, 11° 31′ 51″ O. | KG: Waidbruck Bauparzelle: 5, 48 Grundparzelle: 1, 24/3 |
| ja   | Datei hochladen | Schmiedhaus ID: 17957                              | 46° 35′ 53″ N, 11° 31′ 57″ O                                | 23. Aug. 1988 (BLR-LAB 5426) | Wohnhaus | KG: Waidbruck Bauparzelle: 14                           |
| ja   | Datei hochladen | Solderer ID: 17958                                 | 46° 35′ 53″ N, 11° 31′ 56″ O                                | 19. Juli 1950 (MD)           | Bau nach Art des späten Historismus | KG: Waidbruck Bauparzelle: 16/1                         |
| ja   | Datei hochladen | Trostburg mit Nebengebäuden ID: 17960              | 46° 35′ 43″ N, 11° 32′ 3″ O                                 | 19. Juli 1950 (MD)           | um 1200 gebaute mittelalterliche Anlage, spätgotischer Wohntrakt, Umbau um 1600                                                                     | KG: Waidbruck Bauparzelle: 28, 29, 38, 39               |

Falls bei einem Baudenkmal keine Koordinaten bekannt sind, werden ersatzweise die Katasterdaten zum Zeitpunkt der Unterschutzstellung angegeben. Diese sind weder offiziell noch zwingend aktuell.
Die vom Landesdenkmalamt übernommenen Adressen können veraltet sein.
| Foto:   | Fotografie des Denkmals. Klicken des Fotos erzeugt eine vergrößerte Ansicht. Daneben finden sich zwei Symbole: |
| ID      | Identifikator beim Südtiroler Landesdenkmalamt                                                                 |
| KG      | Katastralgemeinde                                                                                              |
| MD      | Ministerialdekret                                                                                              |
| BLR-LAB | Beschluss der Landesregierung – Landesausschussbeschluss                                                       |